# Evrenköy, Giresun
Evrenköy là một xã thuộc huyện Giresun, tỉnh Giresun, Thổ Nhĩ Kỳ. Dân số thời điểm năm 2011 là 142 người.